# Thomas Brown
Thomas Brown (9 de gener de 1778, Kirkmabreck, Kirkcudbright, Escòcia – 2 d'abril de 1820, Brompton, Londres) va ser un metafísic escocès. Professor de la Universitat d'Edimburg, va tenir com a base la doctrina del «sentit comú» dels filòsofs escocesos, tot i que després se n'apartà per apropar-se a l'empirisme de David Hume. Escrigué «Observations on the Nature and Tendency of the Doctrine of Mr. Hume» (1804) i «Lectures on the Philosophy of the Human Mind» (1822).